# En forførers dagbog
En forførers dagbog er en dansk eksperimentalfilm, der er instrueret af Bjørn Nørgaard. Bjørn Nørgaard lavede filmen til DR's Kulturafdeling i 1971, men den blev ikke vist, da man fandt den for dårlig. Filmen indeholder nogle 'maskingeværscener', som kan have været årsagen til DR's censur. I forbindelse med en Bjørn Nørgaard-udstilling på Statens Museum for Kunst i 2010, "Bjørn Nørgaard. Re-modelling the World", fik filmen for første gang offentlig visning.

## Handling
Denne artikel mangler et handlingsreferat. Hjælp os med at skrive det.